# Sjevernobanatski upravni okrug

## Općine
Sjevernobanatski upravni okrug sastoji se od šest općina unutar kojih se nalazi 50 naselja.
Općine su:
- Kanjiža
- Senta
- Ada
- Čoka
- Novi Kneževac
- Kikinda

## Stanovništvo
Prema podacima iz 2002. godine, stanovništvo čine:
- Mađari = 78,551 (47.35%)
- Srbi = 72,242 (43.55%)
- Romi = 3,944 (2.37%)
- Jugoslaveni = 3,018 (1.81%)
- ostali

Jezici koje su stanovnici naveli kao materinske su (popis iz 2002.): 
- mađarski = 79,779 (48.09%)
- srpski = 79,754 (48.08%)
- romski = 3,240 (1.95%)
- ostali

## Kultura
U Kikindi je osnovana prva srpska tiskara 1878. godine, a godinu dana kasnije je otvorena i prva knjižara.
Ovaj grad je poznat i po slikarima kao što su: Teodor Ilić Češljar, Nikola Aleksić, Đura Pecić i Đura Jakšić, slikar i književnik. Kikinda je imala prvu kazališnu predstavu još davne 1796. godine na njemačkom jeziku.

## Vanjske poveznice
- Sjevernobanatski forumi  Arhivirana inačica izvorne stranice od 7. srpnja 2007. (Wayback Machine)